# Gamma Sculptoris
Désignations
Gamma Sculptoris (γ Sculptoris / γ Scl) est une étoile géante de la constellation australe du Sculpteur. D'une magnitude apparente de 4,41, elle est assez brillante pour être visible à l'œil nu. L'étoile présente une parallaxe annuelle de 17,90 mas telle que mesurée par le satellite Hipparcos, ce qui permet d'en déduire qu'elle est distante d'environ ∼ 182 a.l. (∼ 55,8 pc) de la Terre. Elle s'éloigne du système solaire à une vitesse radiale de +15,6 km/s
Gamma Sculptoris est une étoile géante rouge de type spectral of K1 III, âgée de 2,47 milliards d'années. Elle est membre du red clump, ce qui indique qu'elle génère son énergie par la fusion de l'hélium en carbone dans son noyau. L'étoile présente une masse qui est 60 % supérieure à celle du Soleil, et elle s'est étendue jusqu'à avoir un rayon qui vaut douze fois le rayon solaire. Gamma Sculptoris est environ 72 fois plus lumineuse que le Soleil et sa température de surface est de 4 578 K.